# Вільчин (Тшебницький повіт)
Вільчин (пол. Wilczyn, нім. Heidewilxen) — село в Польщі, у гміні Оборники-Шльонські Тшебницького повіту Нижньосілезького воєводства.
Населення — 507 осіб (2011).
У 1975-1998 роках село належало до Вроцлавського воєводства.

## Демографія
Демографічна структура станом на 31 березня 2011 року:
|          | Загалом | Допрацездатний вік | Працездатний вік | Постпрацездатний вік |
| -------- | ------- | ------------------ | ---------------- | -------------------- |
| Чоловіки | 248     | 47                 | 179              | 22                   |
| Жінки    | 259     | 56                 | 162              | 41                   |
| Разом    | 507     | 103                | 341              | 63                   |